# Фрейсине (полуостров)
Полуо́стров Фрейсине́ (англ. Freycinet Peninsula) — крупный полуостров на востоке Тасмании (Австралия).

## География
Полуостров Фрейсине занимает примерно 23 км в длину (с севера на юг), а его ширина достигает 6,5 км. Площадь полуострова — примерно 65 км², а максимальная высота — 613 м над уровнем моря (гора Фрейсине — Mount Freycinet).
К югу от полуострова находится остров Шутен (или Схаутен), вместе с которым он составляет национальный парк Фрейсине. Остров Шутен отделён от полуострова проливом шириной 1,6 км (Schouten Passage).
С востока полуостров омывается водами Тасманова моря, а на западе находится залив Грейт-Ойстер-Бей. У западного побережья полуострова находятся бухты Колс (Coles Bay) и Промиз (Promise Bay), а у восточного — бухта Туэн (Thouin Bay), переходящая в хорошо защищённую бухту Уайнгласс (Wineglass Bay).
На севере полуострова, недалеко от въезда в Национальный парк Фрейсине, находится небольшой посёлок Колс-Бей. Недалеко от Колс-Бея возвышается горная гряда Хазардс, включающая в себя четыре основные вершины (Mount Mayson, Mount Amos, Mount Dove и Mount Parsons), которые хорошо видны со стороны залива Грейт-Ойстер-Бей. С легко доступной перемычки между этими горами открывается красивый вид на бухту Уайнгласс и горы южной оконечности полуострова — Фрейсине (Mount Freycinet) и Грэм (Mount Graham).

## История
В 1642 году мимо этого полуострова проплывал голландский мореплаватель Абель Тасман. Он назвал соседний остров именем Йоста Схаутена, одного из руководителей Голландской Ост-Индской компании — в английском произношении, остров Шутен.
Сначала считалось, что соседний полуостров состоит из цепи островов, но это заблуждение было развеяно в 1802—1803 годах экспедицией французского мореплавателя Николя-Тома Бодена, который назвал полуостров Фрейсине. В экспедиции Бодена старшими офицерами служили братья де Фрейсине, один из которых, Луи, стал впоследствии известным мореплавателем, а другой, Луи Анри — адмиралом. Очевидно, Боден назвал полуостров в честь кого-то из них.